# 溫內希克 (伊利諾伊州)
溫內希克（英語：Winneshiek）是位於美國伊利諾伊州斯蒂芬森縣的一個非建制地區。該地的面積和人口皆未知。

## 地理
溫內希克的座標為42°20′40″N 89°31′38″W / 42.34444°N 89.52722°W，而該地的平均海拔高度為252米（即827英尺）。